# Glen Uig
Glen Uig är en dal i Storbritannien.   Den ligger i kommunen Highland och riksdelen Skottland, i den nordvästra delen av landet, 800 km nordväst om huvudstaden London. Glen Uig ligger på ön Skye.